# Amatitlania siquia
Amatitlania siquia (Schmitter-Soto, 2007) è un pesce osseo di acqua salata del genere Amatitlania.

## Descrizione
La lunghezza media di questo pesce è di 6-7 cm.

## Distribuzione e habitat
È distribuito nell'Oceano Atlantico, al largo delle coste dell'America Centrale.